# Atalanta Bergamasca Calcio 2017-2018
Questa voce raccoglie le informazioni riguardanti l'Atalanta Bergamasca Calcio nelle competizioni ufficiali della stagione 2017-2018.

## Stagione

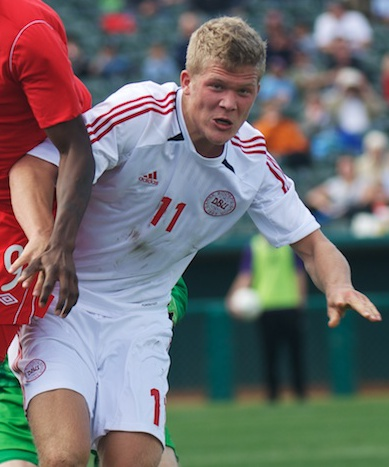
Il danese Andreas Cornelius, nuovo centravanti dell'Atalanta.

Ammessa a partecipare all'Europa League 2017-18 in virtù del quarto posto ottenuto nel precedente campionato, l'Atalanta si ritrova inserita in un girone complicato: le avversarie sono l'inglese Everton, il francese Lione e il cipriota Apollon Limassol. Iniziato il campionato con due sconfitte, ad opera di Roma e Napoli, i bergamaschi trovano la prima vittoria contro il Sassuolo. L'esordio europeo è invece contro i Toffes, che vengono battuti a sorpresa con tre gol di scarto. L'Atalanta pareggia poi contro il Chievo, sconfigge nettamente il Crotone (5-1) ed ottiene un altro pari a Firenze, segnando con Freuler nel recupero. La seconda giornata di coppa vede gli orobici scendere in campo a Lione, dove una rete di Gómez su punizione ristabilisce la parità dopo il vantaggio transalpino; alla sosta di ottobre la squadra giunge dopo un altro pari, stavolta con la Juventus, che costa ai bianconeri la vetta della classifica.
La Dea riprende il proprio cammino perdendo con la Sampdoria, per poi imporsi sull'Apollon Limassol ed agguantare il comando della classifica sul fronte europeo. Seguono le vittorie casalinghe contro Bologna e Hellas Verona, prima di una sconfitta esterna sul campo di Udine. La trasferta in terra cipriota — valida per il quarto turno della manifestazione continentale — si risolve invece con un 1-1, che costringe i lombardi a rimandare la qualificazione; a concludere il tour de force è l'incontro con la S.P.A.L., terminato con il medesimo punteggio. La ripresa del torneo riserva la quinta sconfitta stagionale, in casa dell'Inter; l'Atalanta ottiene poi in anticipo la qualificazione alla seconda fase di Europa League, piegando per 5-1 l'Everton al Goodison Park. L'affermazione di misura sul Benevento — ancora in cerca del primo successo — e il pari rimediato con il Torino precedono la chiusura del girone, con i nerazzurri che battono il Lione assicurandosi (peraltro da imbattuti) il primato. I successi esterni con Genoa e Milan, uniti al 3-3 contro la Lazio ed al crollo casalingo con il Cagliari, permettono alla formazione di chiudere con 27 punti la prima parte del campionato: lo score corrisponde al settimo posto, in compagnia di Udinese e Fiorentina.
In Coppa Italia, gli orobici hanno la meglio su Sassuolo e Napoli accedendo alle semifinali: in tale turno, capitolano però di fronte alla Juventus. L'avventura in Europa League termina invece nei sedicesimi di finale, contro il Borussia Dortmund; all'andata i nerazzurri soccombono per 3-2, incassando un gol in pieno recupero dopo essersi addirittura portati in vantaggio. Nel ritorno i bergamaschi pervengono invece a condurre l'incontro, ma un'altra rete dei gialloneri in zona Cesarini comporta il definitivo 1-1 e l'eliminazione dal torneo. L'obiettivo della compagine di Gasperini diviene così la riconferma in campionato, raggiungendo il settimo posto — l'ultimo in grado di garantire la partecipazione alle coppe europee — a fine marzo. Nelle ultime 9 giornate i nerazzurri palesano una frenata, conquistando appena 13 punti: il bottino è comunque sufficiente per centrare un'altra qualificazione, resa matematica dal pari contro il Milan al penultimo turno. Il sipario sul campionato è calato da un'altra battuta d'arresto col Cagliari, che vale la salvezza degli isolani: a causa del knock-out i bergamaschi, che nutrivano ancora speranze di raggiungere il sesto posto, si classificano in settima posizione.

## Divise e sponsor
Gli sponsor di maglia per il girone d'andata di campionato sono Veratour (main sponsor), Modus FM (co-sponsor) e Elettrocanali (nel retro sotto la numerazione) mentre il main sponsor per l'Europa League è Radici Group. Il fornitore da questa stagione è Joma.
| Casa | Trasferta | Terza divisa | Christmas match | 1ª portiere | 2ª portiere |

## Organigramma societario
Area direttiva
- Presidente: Antonio Percassi
- Amministratore delegato: Luca Percassi
- Consiglieri: Stefano Percassi, Matteo Percassi, Isidoro Fratus, Marino Lazzarini, Maurizio Radici, Roberto Selini, Mario Volpi
- Collegio sindacale: Giambattista Negretti (Presidente), Pierluigi Paris (Sindaco Effettivo), Alessandro Michetti (Sindaco Effettivo)
- Organismo di vigilanza: Marco De Cristofaro (Presidente), Diego Fratus, Pietro Minaudo

Area organizzativa
- Direttore generale: Umberto Marino
- Direttore operativo: Roberto Spagnolo
- Direttore Amministrazione, Controllo e Finanza: Valentino Pasqualato
- Segretario generale: Marco Semprini
- Team manager: Mirco Moioli
- Responsabile del Servizio di Prevenzione e Protezione: Massimiliano Merelli
- Delegato Sicurezza Stadio: Marco Colosio
- Coordinatore Area Biglietteria-Slo: Marco Malvestiti

Area comunicazione e marketing
- Responsabile comunicazione: Elisa Persico
- Addetto Stampa: Andrea Lazzaroni
- Direttore marketing: Romano Zanforlin
- Marketing Supervisor: Antonio Bisanti
- Licensing manager: Sara Basile
- Supporter Liaison Officer: Riccardo Monti

Area tecnica
- Responsabile Area Tecnica: Giovanni Sartori
- Direttore sportivo: Gabriele Zamagna
- Allenatore: Gian Piero Gasperini
- Allenatore in seconda: Tullio Gritti
- Collaboratore tecnici: Mauro Fumagalli
- Preparatori atletici: Domenico Borelli, Luca Trucchi, Francesco Vaccariello, Andrea Riboli
- Preparatore dei portieri: Massimo Biffi

Area sanitaria
- Responsabile sanitario: Paolo Amaddeo
- Medico sociale: Marco Bruzzone
- Fisioterapisti: Simone Campanini, Marcello Ginami, Alessio Gurioni, Michele Locatelli

Staff
- Magazzinieri: Isidoro Arrigoni, Nadia Donnini, Luca Tasca

## Rosa
| N. |                        | Ruolo | Calciatore                   |
| -- | ---------------------- | ----- | ---------------------------- |
| 1  | Albania (bandiera)     | P     | Etrit Berisha                |
| 3  | Brasile (bandiera)     | D     | Rafael Tolói (vice-capitano) |
| 4  | Italia (bandiera)      | C     | Bryan Cristante              |
| 5  | Italia (bandiera)      | D     | Andrea Masiello              |
| 6  | Argentina (bandiera)   | D     | José Luis Palomino           |
| 7  | Italia (bandiera)      | A     | Riccardo Orsolini            |
| 8  | Germania (bandiera)    | C     | Robin Gosens                 |
| 9  | Danimarca (bandiera)   | A     | Andreas Cornelius            |
| 10 | Argentina (bandiera)   | C     | Alejandro Gómez (capitano)   |
| 11 | Svizzera (bandiera)    | C     | Remo Freuler                 |
| 13 | Italia (bandiera)      | D     | Mattia Caldara               |
| 15 | Paesi Bassi (bandiera) | C     | Marten de Roon               |
| 19 | Italia (bandiera)      | C     | Luca Rizzo                   |
| 20 | Italia (bandiera)      | A     | Luca Vido                    |
| 21 | Belgio (bandiera)      | C     | Timothy Castagne             |
| 23 | Italia (bandiera)      | C     | Filippo Melegoni             |
| 27 | Slovenia (bandiera)    | C     | Jasmin Kurtić                |
| 28 | Italia (bandiera)      | D     | Gianluca Mancini             |
| 29 | Italia (bandiera)      | A     | Andrea Petagna               |

| N. |                           | Ruolo | Calciatore          |
| -- | ------------------------- | ----- | ------------------- |
| 31 | Italia (bandiera)         | P     | Francesco Rossi     |
| 32 | Svizzera (bandiera)       | C     | Nicolas Haas        |
| 33 | Paesi Bassi (bandiera)    | C     | Hans Hateboer       |
| 37 | Italia (bandiera)         | C     | Leonardo Spinazzola |
| 40 | Italia (bandiera)         | C     | Matteo Pessina      |
| 44 | Svezia (bandiera)         | C     | Dejan Kulusevski    |
| 45 | Costa d'Avorio (bandiera) | A     | Emmanuel Latte Lath |
| 51 | Italia (bandiera)         | C     | Thomas Bolis        |
| 52 | Italia (bandiera)         | C     | Andrea Colpani      |
| 53 | Italia (bandiera)         | A     | Lorenzo Peli        |
| 72 | Slovenia (bandiera)       | A     | Josip Iličić        |
| 78 | Italia (bandiera)         | D     | Enrico Delprato     |
| 88 | Brasile (bandiera)        | C     | João Schmidt        |
| 91 | Italia (bandiera)         | P     | Pierluigi Gollini   |
| 93 | Senegal (bandiera)        | D     | Boukary Dramé       |
| 95 | Italia (bandiera)         | D     | Alessandro Bastoni  |
| 97 | Italia (bandiera)         | A     | Salvatore Elia      |
| 99 | Gambia (bandiera)         | A     | Musa Barrow         |

## Calciomercato

### Sessione estiva(dal 09/06 al 31/08)
| Acquisti         | Acquisti              | Acquisti          | Acquisti                          |
| R.               | Nome                  | da                | Modalità                          |
| ---------------- | --------------------- | ----------------- | --------------------------------- |
| P                | Etrit Berisha         | Lazio             | riscatto cartellino (5 milioni €) |
| P                | Boris Radunović       | Avellino          | fine prestito                     |
| D                | Alessandro Bastoni    | Inter             | prestito                          |
| D                | Michele Canini        | Cremonese         | fine prestito                     |
| D                | Timothy Castagne      | Genk              | definitivo (6 milioni €)          |
| D                | Matteo Contini        | Ternana           | fine prestito                     |
| D                | Cristiano Del Grosso  | SPAL              | fine prestito                     |
| D                | Berat Djimsiti        | Avellino          | fine prestito                     |
| D                | Robin Gosens          | Heracles Almelo   | definitivo (900.000 €)            |
| D                | Constantin Nica       | Latina            | fine prestito                     |
| D                | José Luis Palomino    | Ludogorec         | definitivo (4 milioni €)          |
| D                | Emanuele Suagher      | Bari              | fine prestito                     |
| C                | Marten de Roon        | Middlesbrough     | definitivo (15,1 milioni €)       |
| C                | Fabio Eguelfi         | Inter             | definitivo (1,5 milioni €)        |
| C                | Nicolò Fazzi          | Perugia           | fine prestito                     |
| C                | Nicolas Haas          |                   | svincolato                        |
| C                | Josip Iličić          | Fiorentina        | definitivo (6,4 milioni €)        |
| C                | Nadir Minotti         | Pistoiese         | fine prestito                     |
| C                | Matteo Pessina        | Milan             | definitivo (1 milione €)          |
| C                | João Schmidt          |                   | svincolato                        |
| A                | Andreas Cornelius     | Copenaghen        | definitivo (3,5 milioni €)        |
| A                | Giuseppe De Luca      | L.R. Vicenza      | fine prestito                     |
| A                | Guido Marilungo       | Empoli            | fine prestito                     |
| A                | Gaetano Monachello    | Ternana           | fine prestito                     |
| A                | Riccardo Orsolini     | Juventus          | prestito                          |
| A                | Luca Vido             | Milan             | definitivo (1 milione €)          |
| Altre operazioni |                       |                   |                                   |
| R.               | Nome                  | da                | Modalità                          |
| P                | Davide Merelli        | Renate            | fine prestito                     |
| P                | Mirco Miori           | Piacenza          | fine prestito                     |
| P                | Alessandro Santopadre | Perugia           | fine prestito                     |
| P                | Alessandro Turrin     | Forlì             | fine prestito                     |
| P                | Luca Zanotti          | Como              | fine prestito                     |
| D                | Alberto Almici        | Forlì             | fine prestito                     |
| D                | Patrick Asmah         | Avellino          | fine prestito                     |
| D                | Andrea Boffelli       | Pontisola         | fine prestito                     |
| D                | Stefano Cason         | Trapani           | fine prestito                     |
| D                | Prince-Désir Gouano   | Vitória Guimarães | fine prestito                     |
| D                | Ákos Kecskés          | Újpest            | fine prestito                     |
| D                | Anton Krešić          | Trapani           | fine prestito                     |
| D                | Gianluca Mancini      | Perugia           | fine prestito                     |
| D                | Michele Messina       | Parma             | fine prestito                     |
| D                | Luca Milesi           | Modena            | fine prestito                     |
| D                | Christian Mora        | Renate            | fine prestito                     |
| D                | Valerio Nava          | Alessandria       | fine prestito                     |
| D                | Alex Redolfi          | Cremonese         | fine prestito                     |
| D                | Tommaso Tentoni       | Forlì             | fine prestito                     |
| D                | Giuseppe Ungaro       | Santarcangiolese  | fine prestito                     |
| C                | Fabio Castellano      | Pro Vercelli      | fine prestito                     |
| C                | Janis Cavagna         | Monopoli          | fine prestito                     |
| C                | Federico Chiossi      | Modena            | prestito                          |
| C                | Alphousseyni Demba    | Arezzo            | fine prestito                     |
| C                | Simone Emmanuello     | Pro Vercelli      | fine prestito                     |
| C                | Matteo Gasperoni      | Cesena            | fine prestito                     |
| C                | Nicolas La Vigna      | Piacenza          | fine prestito                     |
| C                | Mario Pugliese        | Pro Piacenza      | fine prestito                     |
| C                | Roberto Ranieri       | Cosenza           | fine prestito                     |
| C                | Tiziano Tulissi       | Piacenza          | fine prestito                     |
| C                | Luca Valzania         | Cittadella        | fine prestito                     |
| A                | Isnik Alimi           | Forlì             | fine prestito                     |
| A                | Denis Di Rocco        | Forlì             | fine prestito                     |
| A                | Leonardo Gatto        | Ascoli            | fine prestito                     |
| A                | Rodrigo Guth          | Coritiba          | definitivo (670.000 €)            |
| A                | Gabriel Lunetta       | Gubbio]           | fine prestito                     |
| A                | Doudou Mangni         | Olhanense         | fine prestito                     |
| A                | Giacomo Parigi        | Forlì             | fine prestito                     |

| Cessioni         | Cessioni              | Cessioni       | Cessioni                  |
| R.               | Nome                  | a              | Modalità                  |
| ---------------- | --------------------- | -------------- | ------------------------- |
| P                | Stefano Mazzini       | Gavorrano      | prestito                  |
| P                | Boris Radunović       | Salernitana    | prestito                  |
| D                | Patrick Asmah         | Salernitana    | prestito                  |
| D                | Alessandro Bastoni    | Inter          | definitivo(10 milioni €)  |
| D                | Andrea Conti          | Milan          | definitivo (25 milioni €) |
| D                | Matteo Contini        |                | svincolato                |
| D                | Cristiano Del Grosso  | Venezia        | definitivo                |
| D                | Berat Djimsiti        | Benevento      | prestito                  |
| D                | Riccardo Gatti        | Reggina        | prestito                  |
| D                | Abdoulay Konko        |                | svincolato                |
| D                | Emanuele Suagher      | Avellino       | prestito                  |
| D                | Ervin Zukanović       | Roma           | fine prestito             |
| C                | Bryan Cabezas         | Panathīnaïkos  | prestito                  |
| C                | Marco D'Alessandro    | Benevento      | prestito                  |
| C                | Fabio Eguelfi         | Cesena         | prestito                  |
| C                | Nicolò Fazzi          | Cesena         | prestito                  |
| C                | Alberto Grassi        | Napoli         | fine prestito             |
| C                | Franck Kessié         | Milan          | prestito                  |
| C                | Giulio Migliaccio     |                | fine carriera             |
| C                | Salvatore Molina      | Avellino       | prestito                  |
| C                | Anthony Mounier       | Bologna        | fine prestito             |
| C                | Matteo Pessina        | Spezia         | prestito                  |
| C                | Cristian Raimondi     |                | fine carriera             |
| A                | Christian Capone      | Pescara        | prestito                  |
| A                | Giuseppe De Luca      | Virtus Entella | prestito                  |
| A                | Marcos Ariel de Paula |                | svincolato                |
| A                | Leonardo Gatto        | Salernitana    | definitivo                |
| A                | Emmanuel Latte Lath   | Pescara        | prestito                  |
| A                | Guido Marilungo       | Spezia         | prestito                  |
| A                | Gaetano Monachello    | Palermo        | prestito                  |
| A                | Alberto Paloschi      | SPAL           | prestito                  |
| A                | Aleksandar Pešić      | Tolosa         | fine prestito             |
| A                | Mauricio Pinilla      | Genoa          | riscatto cartellino       |
| Altre operazioni |                       |                |                           |
| R.               | Nome                  | a              | Modalità                  |
| P                | Davide Merelli        | Padova         | prestito                  |
| P                | Mirco Miori           | Fano           | prestito                  |
| P                | Alessandro Turrin     | Gubbio         | definitivo                |
| P                | Luca Zanotti          | Juve Stabia    | prestito                  |
| D                | Alberto Almici        | Cremonese      | prestito                  |
| D                | Andrea Boffelli       | Mestre         | prestito                  |
| D                | Stefano Cason         | Carrarese      | prestito                  |
| D                | Alberto Dossena       | Perugia        | rinnovo prestito          |
| D                | Alessandro Eleuteri   | Pistoiese      | prestito                  |
| D                | Prince-Désir Gouano   |                | svincolato                |
| D                | Ákos Kecskés          | Nieciecza      | prestito                  |
| D                | Anton Krešić          | Avellino       | prestito                  |
| D                | Michele Messina       | Pro Piacenza   | prestito                  |
| D                | Luca Milesi           | L.R. Vicenza   | prestito                  |
| D                | Christian Mora        | Piacenza       | definitivo                |
| D                | Tommaso Tentoni       | Carrarese      | prestito                  |
| D                | Giuseppe Ungaro       | Renate         | definitivo                |
| D                | Valerio Nava          | Juve Stabia    | prestito                  |
| D                | Alex Redolfi          | Juve Stabia    | prestito                  |
| C                | Davide Agazzi         | Foggia         | rinnovo prestito          |
| C                | Fabio Castellano      | Ascoli         | definitivo                |
| C                | Janis Cavagna         | Pro Piacenza   | prestito                  |
| C                | Simone Emmanuello     | Perugia        | prestito                  |
| C                | Matteo Gasperoni      | Cesena         | definitivo                |
| C                | Antonio Palma         | Renate         | rinnovo prestito          |
| C                | Mario Pugliese        | Pro Vercelli   | prestito                  |
| C                | Roberto Ranieri       | Alessandria    | prestito                  |
| C                | Tiziano Tulissi       | Reggina        | prestito                  |
| C                | Luca Valzania         | Pescara        | prestito                  |
| C                | Nicolas La Vigna      | Pro Piacenza   | prestito                  |
| A                | Isnik Alimi           | L.R. Vicenza   | prestito                  |
| A                | Modou Badjie          | Modena         | prestito                  |
| A                | Edoardo Ceria         |                | svincolato                |
| A                | Denis Di Rocco        |                | svincolato                |
| A                | Gabriel Lunetta       | Renate         | prestito                  |
| A                | Simone Mazzocchi      | Siracusa       | prestito                  |
| A                | Giacomo Parigi        | Akragas        | prestito                  |

### Sessione invernale(dal 03/01 al 31/01)
| Acquisti         | Acquisti           | Acquisti      | Acquisti                                 |
| R.               | Nome               | da            | Modalità                                 |
| ---------------- | ------------------ | ------------- | ---------------------------------------- |
| P                | Stefano Mazzini    | Gavorrano     | fine prestito                            |
| D                | Federico Mattiello | Juventus      | definitivo (2,5 milioni di €, più bonus) |
| D                | Emanuele Suagher   | Avellino      | fine prestito                            |
| C                | Bryan Cabezas      | Panathīnaïkos | fine prestito                            |
| C                | Simone Emmanuello  | Perugia       | fine prestito                            |
| C                | Luca Rizzo         | Bologna       | prestito                                 |
| A                | Gaetano Monachello | Palermo       | fine prestito                            |
| A                | Riccardo Orsolini  | Juventus      | fine prestito                            |
| Altre operazioni |                    |               |                                          |
| R.               | Nome               | da            | Modalità                                 |
| P                | Mirco Miori        | Fano          | fine prestito                            |
| D                | Alberto Dossena    | Perugia       | fine prestito                            |
| D                | Stefano Cason      | Carrarese     | fine prestito                            |
| A                | Modou Badjie       | Modena        | fine prestito                            |
| A                | Giacomo Parigi     | Akragas       | fine prestito                            |

| Cessioni         | Cessioni            | Cessioni           | Cessioni   |
| R.               | Nome                | a                  | Modalità   |
| ---------------- | ------------------- | ------------------ | ---------- |
| P                | Stefano Mazzini     | Pordenone          | prestito   |
| D                | Boukary Dramé       | SPAL               | definitivo |
| D                | Federico Mattiello  | SPAL               | prestito   |
| D                | Emanuele Suagher    | Cesena             | prestito   |
| C                | Bryan Cabezas       | Avellino           | prestito   |
| C                | Simone Emmanuello   | Cesena             | prestito   |
| C                | Jasmin Kurtić       | SPAL               | prestito   |
| A                | Gaetano Monachello  | Ascoli             | prestito   |
| A                | Luca Vido           | Cittadella         | prestito   |
| Altre operazioni |                     |                    |            |
| R.               | Nome                | a                  | Modalità   |
| P                | Mirco Miori         | Triestina          | prestito   |
| D                | Stefano Cason       | Catanzaro          | prestito   |
| D                | Alberto Dossena     | Siena              | prestito   |
| D                | Alessandro Eleuteri | Monopoli           | prestito   |
| A                | Modou Badjie        | Catanzaro          | prestito   |
| A                | Doudou Mangni       | Monopoli           | prestito   |
| A                | Giacomo Parigi      | Virtus Francavilla | prestito   |

## Risultati

### Serie A

#### Girone di andata
| Arbitro: | Giacomelli (Trieste) |

|  |           |             |
|  | Marcatori | 31’ Kolarov |

| Arbitro: | Di Bello (Brindisi) |

|                                   |           |               |
| Zieliński 56’ Mertens 61’ Rog 87’ | Marcatori | 15’ Cristante |

| Arbitro: | Pasqua (Tivoli) |

|                           |           |           |
| Cornelius 35’ Petagna 77’ | Marcatori | 28’ Sensi |

| Arbitro: | Mariani (Aprilia) |

|             |           |                     |
| Bastien 52’ | Marcatori | 85’ (rig.) A. Gómez |

| Arbitro: | Piccinini (Forlì) |

|                                                         |           |                |
| Petagna 5’ Caldara 25’ Iličić 38’ Gómez 63’, 74’ (rig.) | Marcatori | 70’ Tumminello |

| Arbitro: | Pairetto (Nichelino) |

|            |           |               |
| Chiesa 12’ | Marcatori | 90+4’ Freuler |

| Arbitro: | Damato (Barletta) |

|                           |           |                              |
| Caldara 31’ Cristante 67’ | Marcatori | 21’ Bernardeschi 24’ Higuaín |

| Arbitro: | Mariani (Aprilia) |

|                                    |           |               |
| Zapata 56’ Caprari 59’ Linetty 68’ | Marcatori | 21’ Cristante |

| Arbitro: | Maresca (Napoli) |

|               |           |  |
| Cornelius 71’ | Marcatori |  |

| Arbitro: | Marinelli (Tivoli) |

|                                   |           |  |
| Freuler 50’ Iličić 59’ Kurtić 75’ | Marcatori |  |

| Arbitro: | Rocchi (Firenze) |

|                                |           |            |
| de Paul 45+1’ (rig.) Barák 68’ | Marcatori | 29’ Kurtić |

| Arbitro: | Chiffi (Padova) |

|               |           |              |
| Cristante 23’ | Marcatori | 64’ L. Rizzo |

| Arbitro: | Fabbri (Ravenna) |

|                 |           |  |
| Icardi 51’, 60’ | Marcatori |  |

| Arbitro: | Pasqua (Tivoli) |

|               |           |  |
| Cristante 75’ | Marcatori |  |

| Arbitro: | Tagliavento (Terni) |

|                |           |            |
| Nkoulouu 45+1’ | Marcatori | 54’ Iličić |

| Arbitro: | Doveri (Roma) |

|               |           |                         |
| Bertolacci 4’ | Marcatori | 45’ Iličić 52’ Masiello |

| Arbitro: | Irrati (Pistoia) |

|                                    |           |                                            |
| Caldara 19’ Iličić 22’, 50’ (rig.) | Marcatori | 27’, 35’ Milinković-Savić 79’ Luis Alberto |

| Arbitro: | Fabbri (Ravenna) |

|  |           |                          |
|  | Marcatori | 32’ Cristante 71’ Iličić |

| Arbitro: | Pasqua (Tivoli) |

|                |           |                         |
| A. Gómez 90+2’ | Marcatori | 6’ Pavoletti 23’ Padoin |

#### Girone di ritorno
| Arbitro: | Guida (Torre Annunziata) |

|           |           |                           |
| Džeko 56’ | Marcatori | 14’ Cornelius 19’ de Roon |

| Arbitro: | Orsato (Schio) |

|  |           |             |
|  | Marcatori | 65’ Mertens |

| Arbitro: | Valeri (Roma) |

|  |           |                                        |
|  | Marcatori | 30’ Masiello 83’ Cristante 90’ Freuler |

| Arbitro: | Calvarese (Teramo) |

|             |           |  |
| Mancini 72’ | Marcatori |  |

| Arbitro: | Massa (Imperia) |

|                |           |              |
| Mandragora 80’ | Marcatori | 88’ Palomino |

| Arbitro: | Maresca (Napoli) |

|               |           |            |
| Petagna 45+1’ | Marcatori | 16’ Badelj |

| Arbitro: | Mariani (Aprilia) |

|                         |           |  |
| Higuaín 29’ Matuidi 81’ | Marcatori |  |

| Arbitro: | Pasqua (Tivoli) |

|           |           |                        |
| Tolói 67’ | Marcatori | 43’ Caprari 84’ Zapata |

| Arbitro: | Calvarese (Teramo) |

|  |           |             |
|  | Marcatori | 83’ de Roon |

| Arbitro: | Di Bello (Brindisi) |

|  |           |                                                         |
|  | Marcatori | 2’ Cristante 45+4’ (rig.), 48’, 69’ Iličić 71’ A. Gómez |

| Arbitro: | Pairetto (Nichelino) |

|                          |           |  |
| Petagna 68’ Masiello 74’ | Marcatori |  |

| Arbitro: | Damato (Barletta) |

|                   |           |                    |
| Thiago Cionek 39’ | Marcatori | 78’ (rig.) de Roon |

| Bergamo 14 aprile 2018, ore 20:45 CEST 32ª giornata | Atalanta      | 0 – 0 referto | Inter | Stadio Atleti Azzurri d'Italia (20.076 spett.)\| Arbitro: \| Doveri (Roma) \| |
| Arbitro:                                            | Doveri (Roma) |               |       |                                                                               |

| Arbitro: | Ghersini (Genova) |

|  |           |                                     |
|  | Marcatori | 21’ Freuler 49’ Barrow 67’ A. Gómez |

| Arbitro: | Aureliano (Bologna) |

|                        |           |            |
| Freuler 53’ Gosens 64’ | Marcatori | 56’ Ljajić |

| Arbitro: | Fabbri (Ravenna) |

|                                     |           |                   |
| Barrow 16’ Cristante 22’ Iličić 74’ | Marcatori | 81’ Miguel Veloso |

| Arbitro: | Banti (Livorno) |

|             |           |           |
| Caicedo 24’ | Marcatori | 2’ Barrow |

| Arbitro: | Guida (Torre Annunziata) |

|                |           |            |
| Masiello 90+2’ | Marcatori | 60’ Kessié |

| Arbitro: | Massa (Imperia) |

|                |           |  |
| Ceppitelli 87’ | Marcatori |  |

### Coppa Italia

#### Fase finale
| Arbitro: | Ghersini (Genova) |

|                         |           |                  |
| Cornelius 16’ Tolói 33’ | Marcatori | 74’ (aut.) Tolói |

| Arbitro: | Giacomelli (Trieste) |

|             |           |                           |
| Mertens 84’ | Marcatori | 50’ Castagne 81’ A. Gómez |

| Arbitro: | Valeri (Roma) |

|  |           |            |
|  | Marcatori | 3’ Higuaín |

| Arbitro: | Fabbri (Ravenna) |

|                   |           |  |
| Pjanić 75’ (rig.) | Marcatori |  |

### UEFA Europa League

#### Fase a gironi
| Arbitro: | Bezborodov |

|                                      |           |  |
| Masiello 27’ Gómez 41’ Cristante 44’ | Marcatori |  |

| Arbitro: | Siebert |

|            |           |           |
| Traoré 45’ | Marcatori | 57’ Gómez |

| Arbitro: | Kabakov |

|                                    |           |              |
| Iličić 12’ Petagna 64’ Freuler 66’ | Marcatori | 59’ Schembri |

| Arbitro: | Treimanis |

|              |           |                   |
| Zelaya 90+4’ | Marcatori | 35’ (rig.) Iličić |

| Arbitro: | Kehlet |

|             |           |                                                    |
| Ramírez 71’ | Marcatori | 12’, 64’ Cristante 86’ Gosens 88’, 90+4’ Cornelius |

| Arbitro: | Es'kov |

|             |           |  |
| Petagna 10’ | Marcatori |  |

#### Fase a eliminazione diretta
| Arbitro: | Stefański |

|                                   |           |                 |
| Schürrle 30’ Batshuayi 65’, 90+1’ | Marcatori | 51’, 56’ Iličić |

| Arbitro: | Manzano |

|           |           |               |
| Tolói 11’ | Marcatori | 83’ Schmelzer |

## Statistiche

### Statistiche di squadra
| Competizione  | Punti | In casa | In casa | In casa | In casa | In casa | In casa | In trasferta | In trasferta | In trasferta | In trasferta | In trasferta | In trasferta | Totale | Totale | Totale | Totale | Totale | Totale | DR |
| Competizione  | Punti | G       | V       | N       | P       | Gf      | Gs      | G            | V            | N            | P            | Gf           | Gs           | G      | V      | N      | P      | Gf     | Gs     | DR |
| ------------- | ----- | ------- | ------- | ------- | ------- | ------- | ------- | ------------ | ------------ | ------------ | ------------ | ------------ | ------------ | ------ | ------ | ------ | ------ | ------ | ------ | -- |
| Serie A       | 60    | 19      | 9       | 6       | 4       | 30      | 18      | 19           | 7            | 6            | 6            | 27           | 21           | 38     | 16     | 12     | 10     | 57     | 39     | 18 |
| Coppa Italia  | -     | 2       | 1       | 0       | 1       | 2       | 2       | 2            | 1            | 0            | 1            | 2            | 2            | 4      | 2      | 0      | 2      | 4      | 4      | 0  |
| Europa League | -     | 4       | 3       | 1       | 0       | 8       | 2       | 4            | 1            | 2            | 1            | 9            | 6            | 8      | 4      | 3      | 1      | 17     | 8      | 9  |
| Totale        | -     | 25      | 13      | 7       | 5       | 40      | 22      | 25           | 9            | 8            | 8            | 38           | 29           | 50     | 22     | 15     | 13     | 78     | 51     | 27 |

### Andamento in campionato
| Giornata  | 1  | 2  | 3  | 4  | 5 | 6 | 7  | 8  | 9  | 10 | 11 | 12 | 13 | 14 | 15 | 16 | 17 | 18 | 19 | 20 | 21 | 22 | 23 | 24 | 25 | 26 | 27 | 28 | 29 | 30 | 31 | 32 | 33 | 34 | 35 | 36 | 37 | 38 |
| --------- | -- | -- | -- | -- | - | - | -- | -- | -- | -- | -- | -- | -- | -- | -- | -- | -- | -- | -- | -- | -- | -- | -- | -- | -- | -- | -- | -- | -- | -- | -- | -- | -- | -- | -- | -- | -- | -- |
| Luogo     | C  | T  | C  | T  | C | T | C  | T  | C  | C  | T  | C  | T  | C  | T  | T  | C  | T  | C  | T  | C  | T  | C  | T  | C  | T  | C  | T  | T  | C  | T  | C  | T  | C  | C  | T  | C  | T  |
| Risultato | P  | P  | V  | N  | V | N | N  | P  | V  | V  | P  | N  | P  | V  | N  | V  | N  | V  | P  | V  | P  | V  | V  | N  | N  | P  | P  | V  | V  | V  | N  | N  | V  | V  | V  | N  | N  | P  |
| Posizione | 14 | 16 | 13 | 11 | 9 | 9 | 11 | 12 | 10 | 9  | 10 | 10 | 12 | 10 | 10 | 8  | 7  | 7  | 9  | 7  | 8  | 8  | 7  | 8  | 8  | 8  | 9  | 8  | 8  | 7  | 8  | 8  | 7  | 6  | 6  | 7  | 7  | 7  |

Fonte:  Serie A - Classifica, su transfermarkt.it, Transfermarkt.
Legenda:

Luogo: C = Casa; T = Trasferta. Risultato: V = Vittoria; N = Pareggio; P = Sconfitta.

### Statistiche dei giocatori
Sono in corsivo i calciatori che hanno lasciato la società a stagione in corso.
| Giocatore     | Serie A  | Serie A | Serie A     | Serie A    | Coppa Italia | Coppa Italia | Coppa Italia | Coppa Italia | Europa League | Europa League | Europa League | Europa League | Totale   | Totale | Totale      | Totale     |
| Giocatore     | Presenze | Reti    | Ammonizioni | Espulsioni | Presenze     | Reti         | Ammonizioni  | Espulsioni   | Presenze      | Reti          | Ammonizioni   | Espulsioni    | Presenze | Reti   | Ammonizioni | Espulsioni |
| ------------- | -------- | ------- | ----------- | ---------- | ------------ | ------------ | ------------ | ------------ | ------------- | ------------- | ------------- | ------------- | -------- | ------ | ----------- | ---------- |
| M. Barrow     | 12       | 3       | 0           | 0          | 2            | 0            | 0            | 0            | -             | -             | -             | -             | 14       | 3      | 0           | 0          |
| A. Bastoni    | 4        | 0       | 0           | 0          | 1            | 0            | 0            | 0            | 0             | 0             | 0             | 0             | 5        | 0      | 0           | 0          |
| E. Berisha    | 31       | -34     | 0           | 0          | 3            | -3           | 0            | 0            | 8             | -8            | 1             | 0             | 42       | -45    | 1           | 0          |
| M. Caldara    | 24       | 3       | 5           | 0          | 2            | 0            | 1            | 0            | 8             | 0             | 2             | 0             | 34       | 3      | 8           | 0          |
| T. Castagne   | 20       | 0       | 4           | 0          | 3            | 1            | 0            | 0            | 3             | 0             | 0             | 0             | 26       | 1      | 4           | 0          |
| A. Cornelius  | 23       | 3       | 0           | 0          | 4            | 1            | 0            | 0            | 4             | 2             | 0             | 0             | 31       | 6      | 0           | 0          |
| B. Cristante  | 36       | 9       | 3           | 0          | 3            | 0            | 0            | 0            | 8             | 3             | 2             | 0             | 47       | 12     | 5           | 0          |
| E. Delprato   | -        | -       | -           | -          | -            | -            | -            | -            | -             | -             | -             | -             | -        | -      | -           | -          |
| M. de Roon    | 34       | 3       | 10          | 1          | 4            | 0            | 0            | 0            | 8             | 0             | 0             | 0             | 46       | 3      | 10          | 1          |
| B. Dramé      | -        | -       | -           | -          | -            | -            | -            | -            | -             | -             | -             | -             | -        | -      | -           | -          |
| R. Freuler    | 34       | 5       | 5           | 1          | 3            | 0            | 1            | 0            | 8             | 1             | 1             | 0             | 45       | 6      | 7           | 1          |
| P. Gollini    | 7        | -4      | 0           | 0          | 1            | -1           | 0            | 0            | 0             | -0            | 0             | 0             | 8        | -5     | 0           | 0          |
| A. Gómez      | 33       | 6       | 2           | 0          | 4            | 1            | 0            | 0            | 7             | 2             | 1             | 0             | 44       | 9      | 3           | 0          |
| R. Gosens     | 22       | 1       | 1           | 0          | 2            | 0            | 0            | 0            | 3             | 1             | 0             | 0             | 27       | 2      | 1           | 0          |
| N. Haas       | 9        | 0       | 0           | 0          | 2            | 0            | 0            | 0            | 0             | 0             | 0             | 0             | 11       | 0      | 0           | 0          |
| H. Hateboer   | 33       | 0       | 3           | 0          | 2            | 0            | 0            | 0            | 8             | 0             | 3             | 0             | 43       | 0      | 6           | 0          |
| J. Iličić     | 31       | 11      | 3           | 0          | 4            | 0            | 0            | 0            | 6             | 4             | 2             | 0             | 41       | 15     | 5           | 0          |
| J. Kurtić     | 14       | 2       | 2           | 0          | 1            | 0            | 2            | 1            | 4             | 0             | 0             | 0             | 19       | 2      | 4           | 1          |
| G. Mancini    | 11       | 1       | 6           | 1          | 2            | 0            | 0            | 0            | 0             | 0             | 0             | 0             | 13       | 1      | 6           | 1          |
| A. Masiello   | 31       | 4       | 5           | 0          | 2            | 0            | 2            | 0            | 8             | 1             | 2             | 0             | 41       | 5      | 9           | 0          |
| F. Melegoni   | 0        | 0       | 0           | 0          | 0            | 0            | 0            | 0            | -             | -             | -             | -             | 0        | 0      | 0           | 0          |
| R. Orsolini   | 8        | 0       | 0           | 0          | 1            | 0            | 0            | 0            | 1             | 0             | 0             | 0             | 10       | 0      | 0           | 0          |
| J. Palomino   | 26       | 1       | 3           | 0          | 2            | 0            | 0            | 0            | 7             | 0             | 0             | 0             | 35       | 1      | 3           | 0          |
| M. Pessina    | -        | -       | -           | -          | -            | -            | -            | -            | -             | -             | -             | -             | -        | -      | -           | -          |
| A. Petagna    | 29       | 4       | 6           | 0          | 2            | 0            | 0            | 0            | 8             | 2             | 1             | 0             | 39       | 6      | 7           | 0          |
| L. Rizzo      | -        | -       | -           | -          | 1            | 0            | 0            | 0            | -             | -             | -             | -             | 1        | 0      | 0           | 0          |
| F. Rossi      | 1        | -1      | 0           | 0          | 0            | -0           | 0            | 0            | -             | -             | -             | -             | 1        | -1     | 0           | 0          |
| J. Schmidt    | 0        | 0       | 0           | 0          | 1            | 0            | 0            | 0            | -             | -             | -             | -             | 1        | 0      | 0           | 0          |
| L. Spinazzola | 18       | 0       | 1           | 0          | 1            | 0            | 0            | 0            | 6             | 0             | 1             | 0             | 25       | 0      | 2           | 0          |
| R. Tolói      | 31       | 1       | 7           | 1          | 3            | 1            | 2            | 0            | 5             | 1             | 1             | 0             | 39       | 3      | 10          | 1          |
| L. Vido       | 4        | 0       | 0           | 0          | 0            | 0            | 0            | 0            | 0             | 0             | 0             | 0             | 4        | 0      | 0           | 0          |

## Giovanili

### Organigramma societario
Area direttiva
- Responsabile Settore Giovanile: Maurizio Costanzi
- Coordinatore Attività agonistica Settore giovanile: Giancarlo Finardi
- Responsabile attività di base: Stefano Bonaccorso
- Coordinatore Attività Commerciali Settore Giovanile: Gianmaria Vavassori

Area tecnica - Primavera
- Allenatore: Massimo Brambilla
- Allenatore in seconda: Gianpaolo Bellini
- Preparatore atletico: Alberto Pasini
- Preparatore portieri: Giorgio Frezzolini
- Medico: Marco Cassago
- Fisioterapista o massaggiatore: Alfredo Adami
- Dirigente accompagnatore: Flavio Negrini, Maurizio Pacchiani
- Collaboratore: Ferruccio Finardi

Area tecnica - Under 17
- Allenatore: Giovanni Bosi
- Preparatore Atletico: Lorenzo Magri
- Preparatore portieri: Giorgio Frezzolini
- Dirigente accompagnatore: Egidio Acquaroli, Augusto Merletti
- Collaboratore: Giacomo Milesi
- Massaggiatore: Roberto Tarenghi
- Medico: Maurizio Gelfi

Area tecnica - Under 16
- Allenatore: Marco Zanchi
- Collaboratore: Andrea Filippelli
- Preparatore portieri: Gabriele Manini
- Dirigente accompagnatore: Francesco Filippelli, Giuseppe Pandini
- Massaggiatore: Filippo Siragusa
- Medico: Gianandrea Bellini

Area tecnica - Under 15
- Allenatore: Andrea di Cintio
- Dirigente accompagnatore: Aldo Valerio, Paolo Vitari
- Preparatore atletico: Andrea Cattaneo
- Preparatore portieri: Gabriele Manini
- Massaggiatore: Giorgio Policastri
- Medico: Gianandrea Bellini

Area tecnica - Giovanissimi Regionali "A"
- Allenatori: Paolo Giordani, Mattia Morelli
- Dirigenti accompagnatori: Domenico Polini, Trunfio
- Preparatore atletico: Andrea Cattaneo
- Preparatore portieri: Marco di Galbo
- Massaggiatore: Filippo Siragusa

Area tecnica - Giovanissimi Regionali "B"
- Allenatori: Luca Rebba, Marco Petresini
- Dirigente accompagnatore: Giorgio Brambilla, Piana
- Preparatore atletico: Verdini
- Preparatore portieri: Marco di Galbo
- Massaggiatore: Angelo Tosi

### Piazzamenti
- Primavera:
  - Campionato: 1º nella stagione regolare. Semifinalista alla fase finale.
  - Coppa Italia: Semifinalista
- Allievi nazionali "A":
  - Campionato: ?
  - Trofeo di Arco "Beppe Viola": ?